# Castillo de Libros
El castillo de Libros se halla en el municipio de Libros, provincia de Teruel, (Comunidad Autónoma de Aragón, España)
Figura entre los enclaves templarios de Teruel, y es mencionado en el documento de anexión de la orden de Monte Gaudio, que serían sus propietarios hasta la disolución de la misma y anexión a la Orden del Temple.

## Historia
Libros formó parte de la Comanda templera de Villel, que con la disolución de la orden a principios del siglo XIV (1312), pasó a ser parte de la Castellanía de Amposta de la Orden del Hospital, a la que también pertenecía Castielfabib, villa del vecino Rincón de Ademuz. Una de las primeras referencias al castillo de Libros se halla en un documento de 1196 escrito en latín medieval y en catalán, en el que el maestre de la Orden de Monte Gaudio pasa oficialmente a ser parte de los templarios y les hace entrega de las propiedades que tenía la orden en el Reino de Aragón, incluyendo el castillo de esta localidad:

«...et futuris scilicet castrum de Alfambra et castrum de Villel et castrum de Libris et pennam que est inter Villel et Libros juxta fluvium de Godalaviar...» […] «...de venidors esto es a saber: lo castel de Alfambra e el castel de Vileyl e el castel de Libres e la Pena qu'es entre Vileyl e Libres prop lo flum de Godalaviar».
 El Capítulo de Racioneros de Teruel , Alberto López Polo

La comunidad templaria de Villel, a la sazón centro neurálgico de su Encomienda, puso en marcha una política agraria con finalidad colonizadora en el territorio de su jurisdicción, estableciendo una serie de contratos agrarios –en noviembre de 1212 extendieron carta de población a Libros, zona fronteriza con el recién conquistado territorio del pre-Rincón de Ademuz (Ademuz y Castielfabib)-: se trataba de un contrato agrario entre la entidad señorial (templarios) y los cultivadores que quisieran acudir a poblar el lugar:

«El Temple, después de reservarse la iglesia, el horno y el molino, retenía además tres piezas de tierra; el resto de la heredad quedaba en tenencia para los cultivadores a cambio de la entrega de décimas y primicias y la obligación de prestar a los freiles el servicio de hueste y cabalgada».
Cartas de población y fueros turolenses, María Luisa Ledesma Rubio

Cuando se ordenó el arresto de todos los templarios en la Corona de Aragón, el castillo de Libros, comandado por Frey Pedro Rovira, fue sitiado por las fuerzas del rey, resistiendo un prolongado asedio de seis meses antes de rendirse en junio de 1308. El asalto final al castillo de Villel tuvo lugar el 25 de julio de 1308, interviniendo ballesteros de Teruel, Ademuz y Castielfabib.

## Descripción
Del antiguo castillo templario de Libros quedan escasas ruinas visitable, situadas en la cima del risco conocido como "el Mortero": un muro de contención, dos de cierre apoyados en los riscos (de los cuales uno está entero y del otro solo queda una parte), una pared que parece haber sido una división interior y una depresión circular que, según la tradición popular, es un pozo que penetraba la montaña entera hasta llegar al cercano río Guadalaviar.
Por la localidad discurre el Camino de la Vera Cruz desde los Pirineos, ruta peregrinal que procede de Puente la Reina (Navarra) y concluye en Caravaca de la Cruz (Murcia), siguiendo antiguos castillos y posesiones templarias.

## Galería

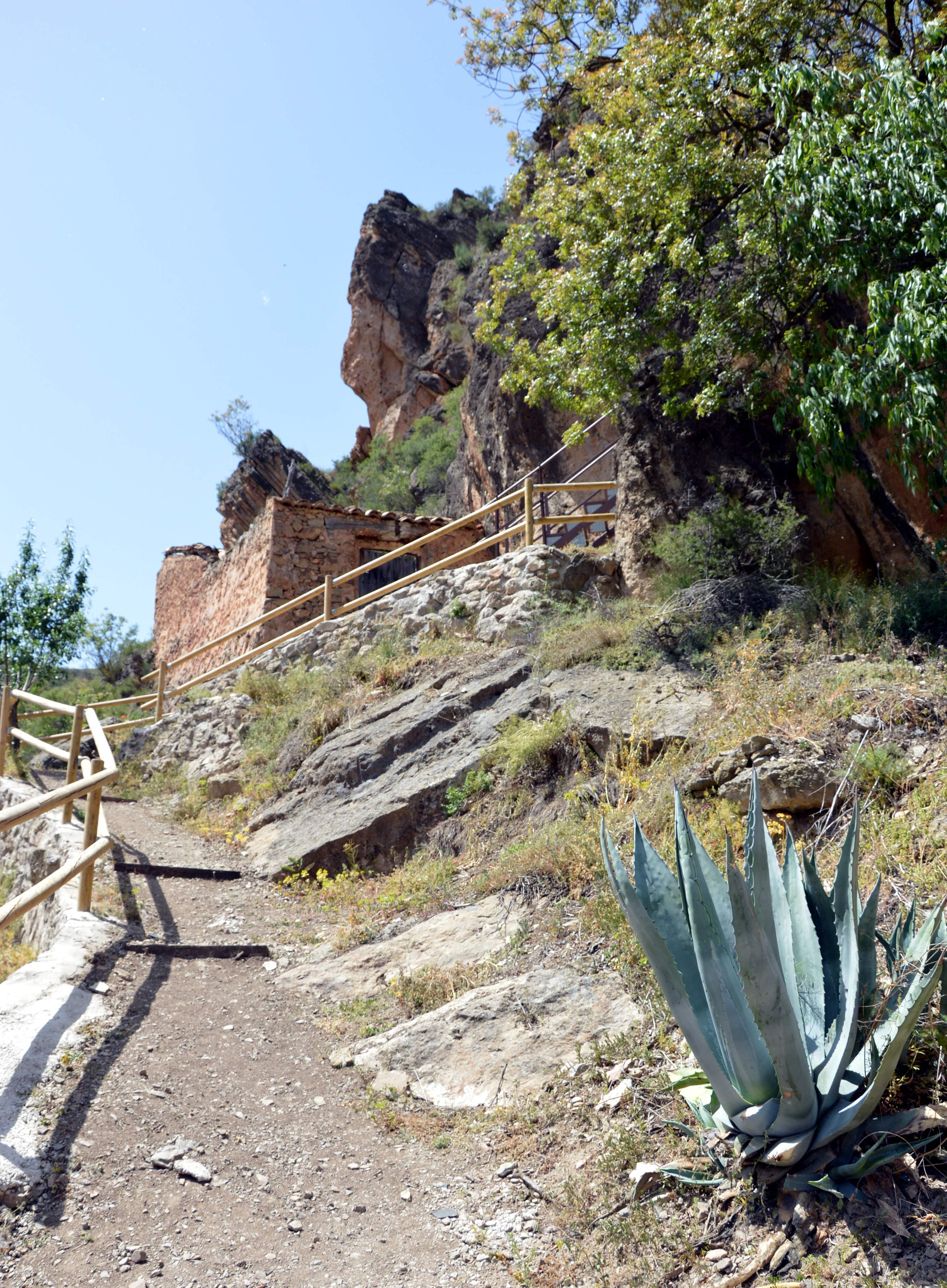
Detalle del acceso al Castillo de Libros (Teruel), por la ladera norte de El Mortero (2017).
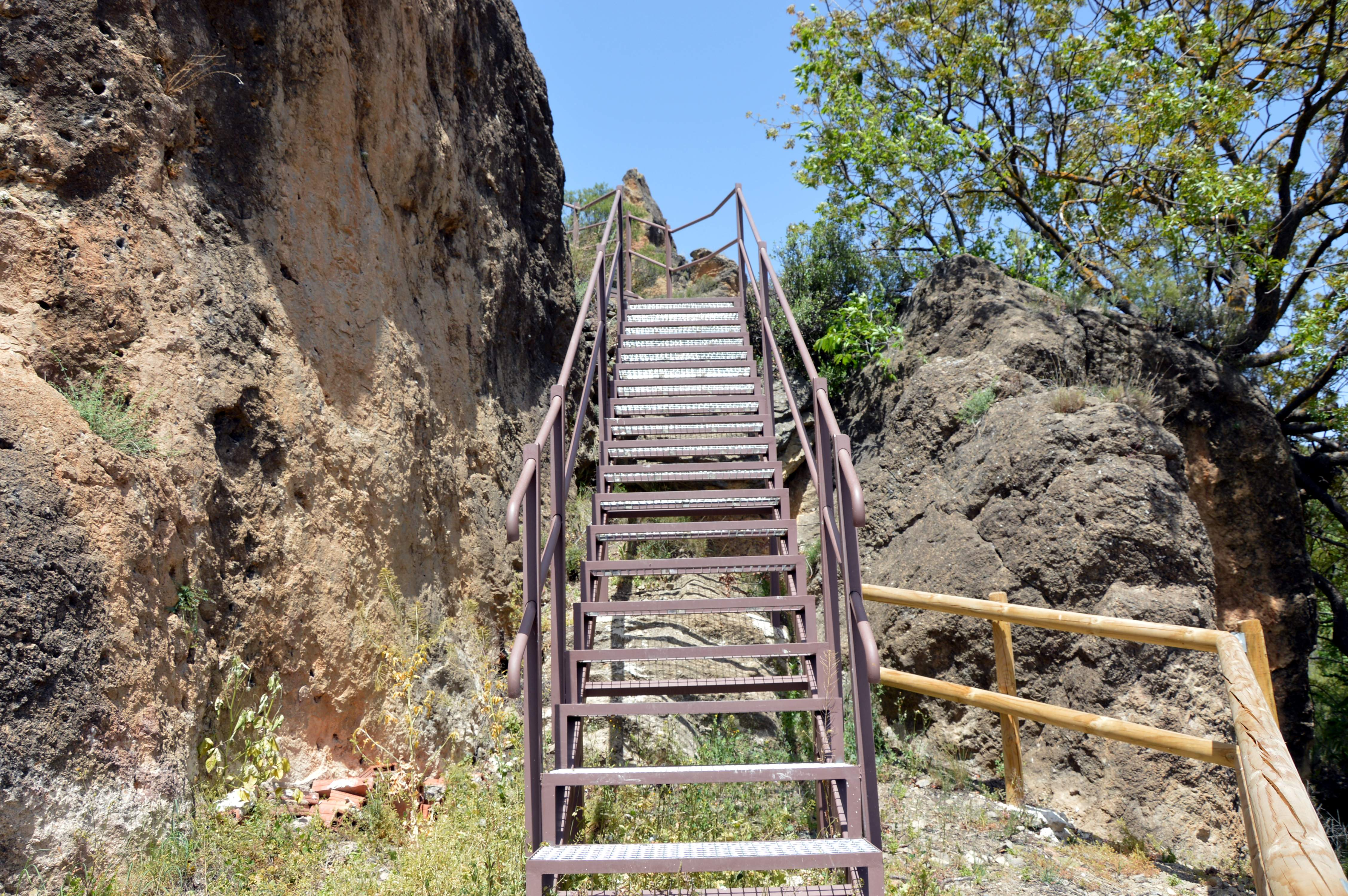
Detalle del acceso al Castillo de Libros (Teruel), por la ladera norte de El Mortero (2017).
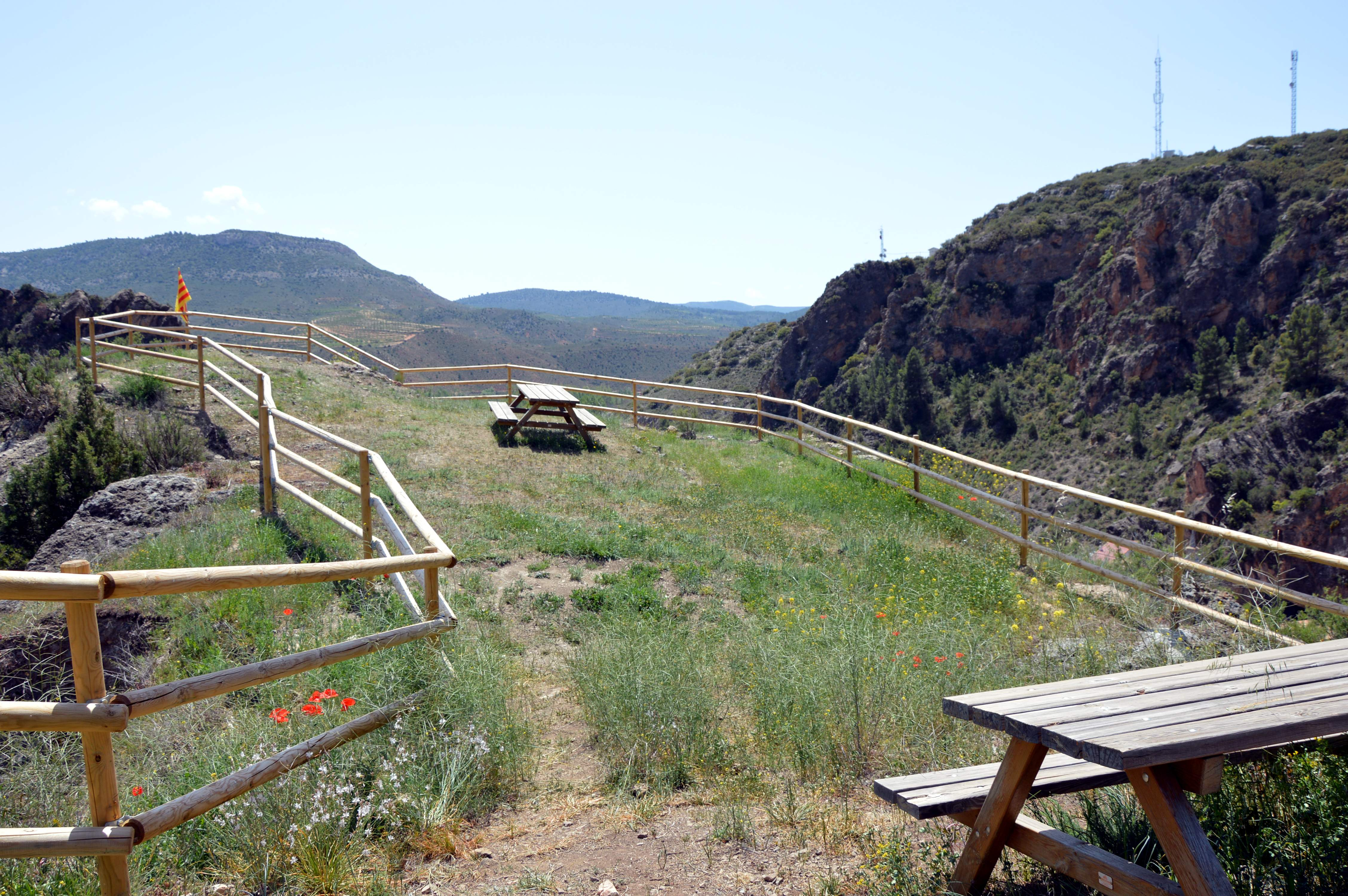
Vista parcial (nororiental) de la planicie del Castillo de Libros (Teruel), en la cima de El Mortero (2017).
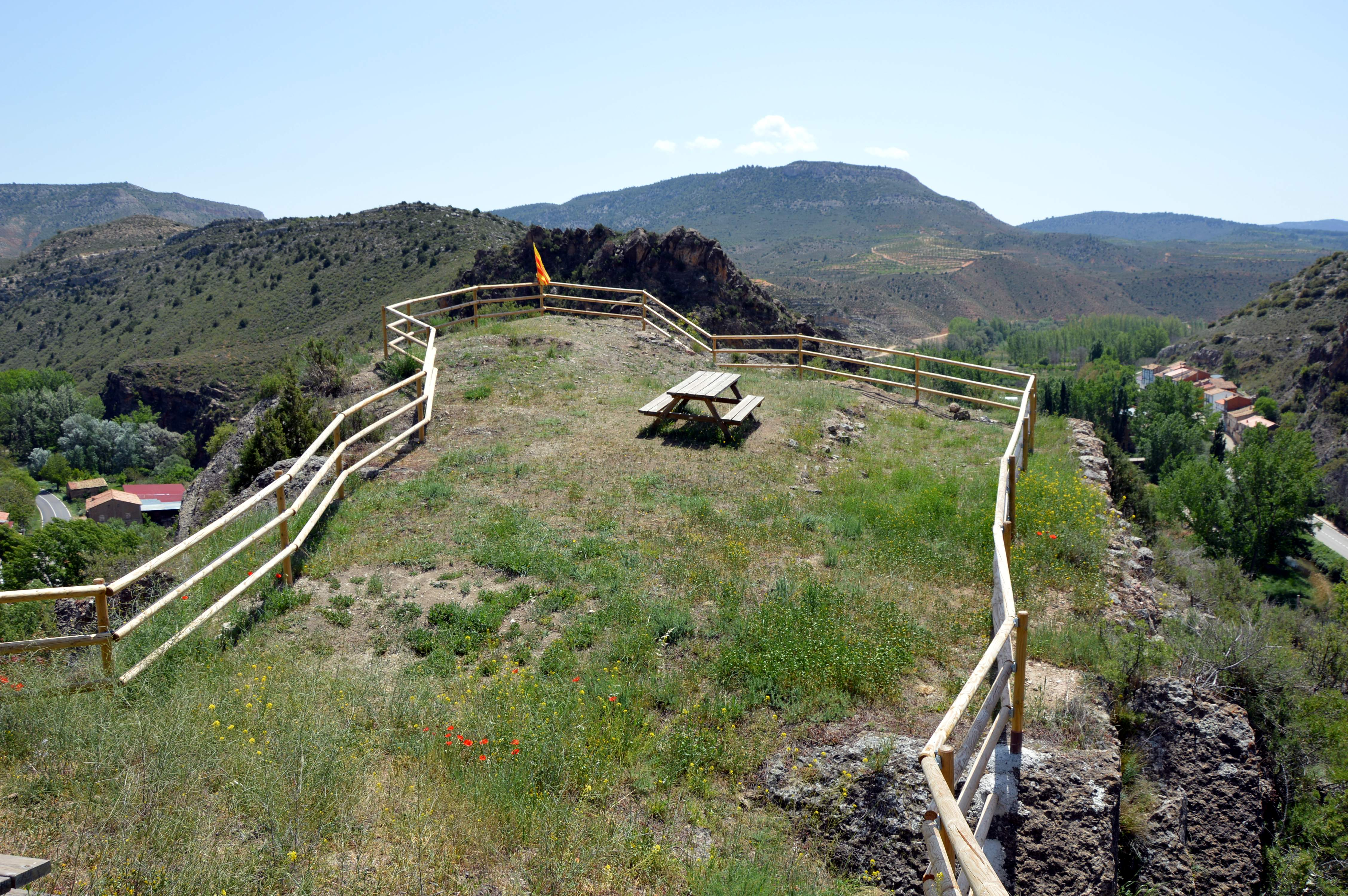
Vista parcial (nororiental) de la planicie del Castillo de Libros (Teruel), en la cima de El Mortero (2017).
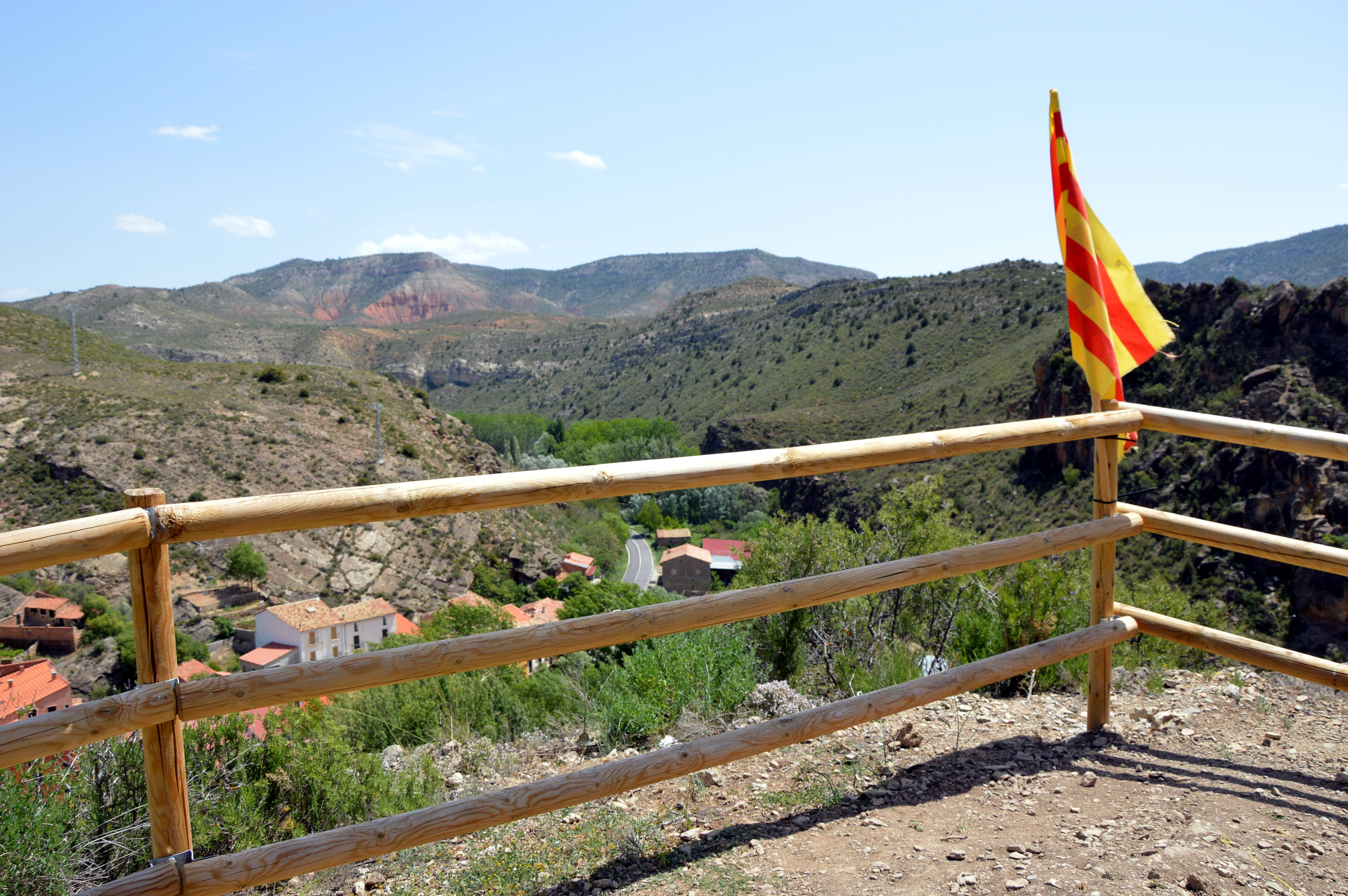
Detalle de barandas protectoras en el Castillo de Libros (Teruel), en la cima de El Mortero (2017).
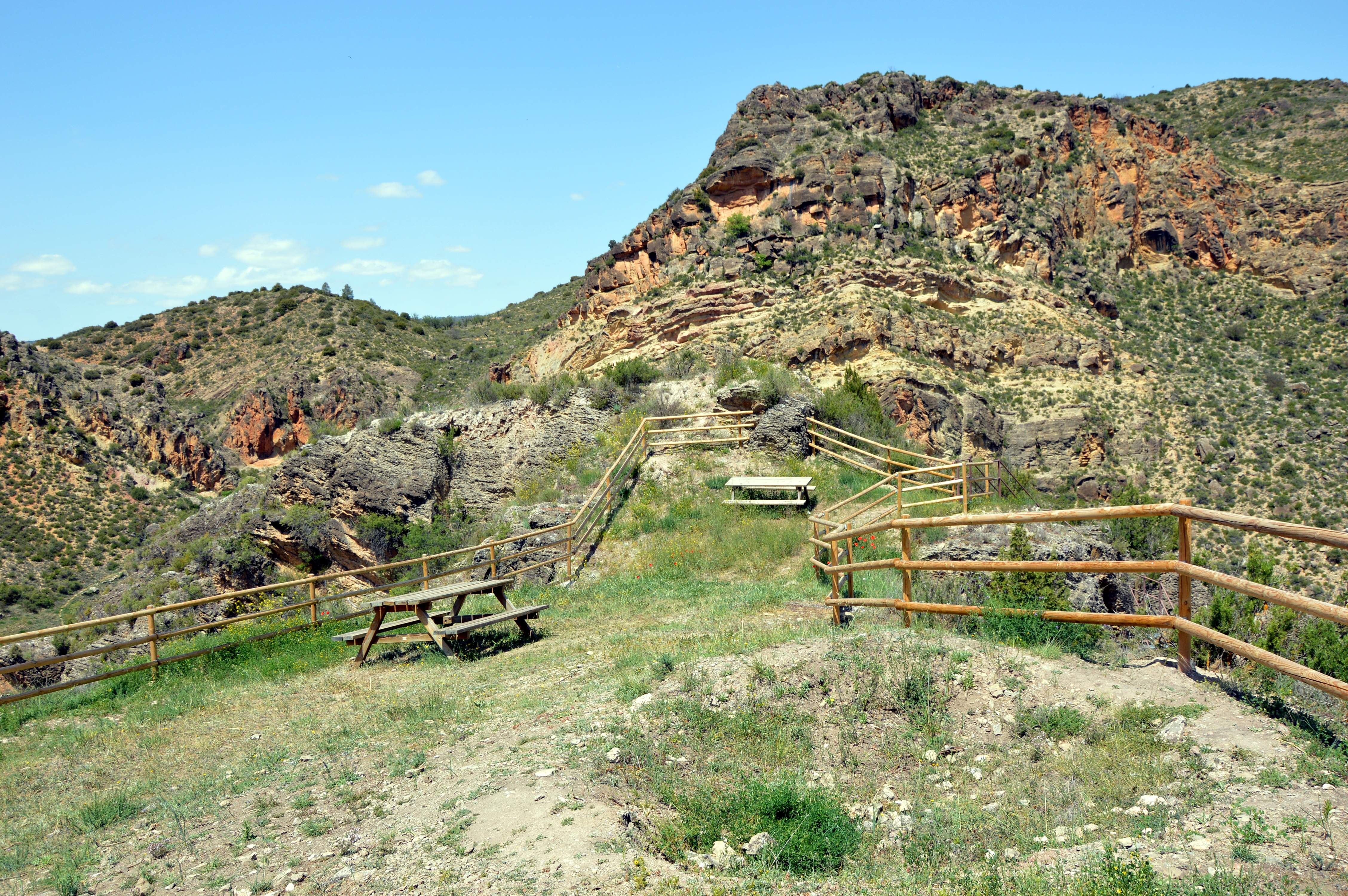
Vista parcial (occidental) de la planicie del Castillo de Libros (Teruel), en la cima de El Mortero (2017).
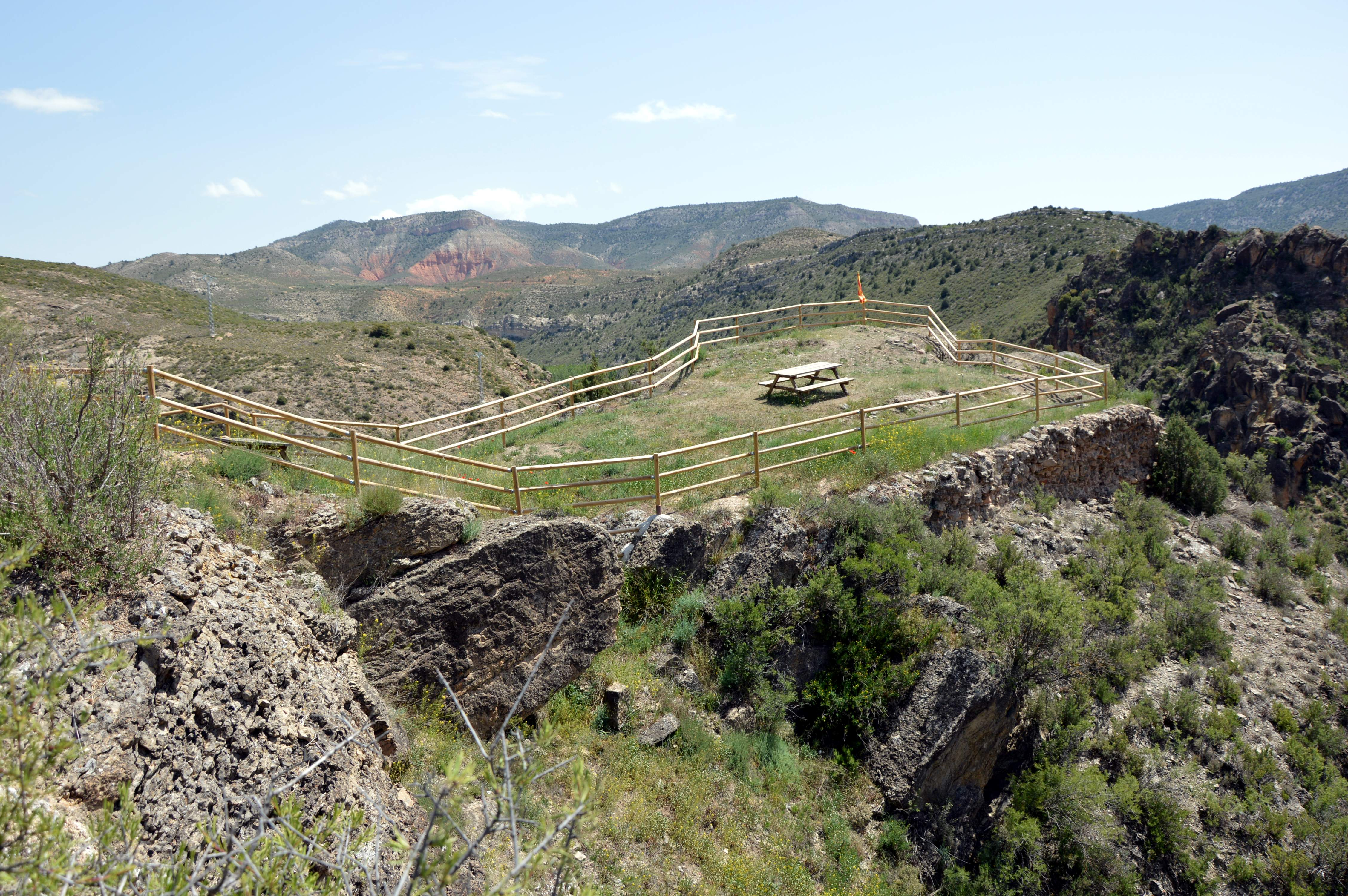
Vista general (meridional) del Castillo de Libros (Teruel), con detalle de muro perimetral de contención (2017).
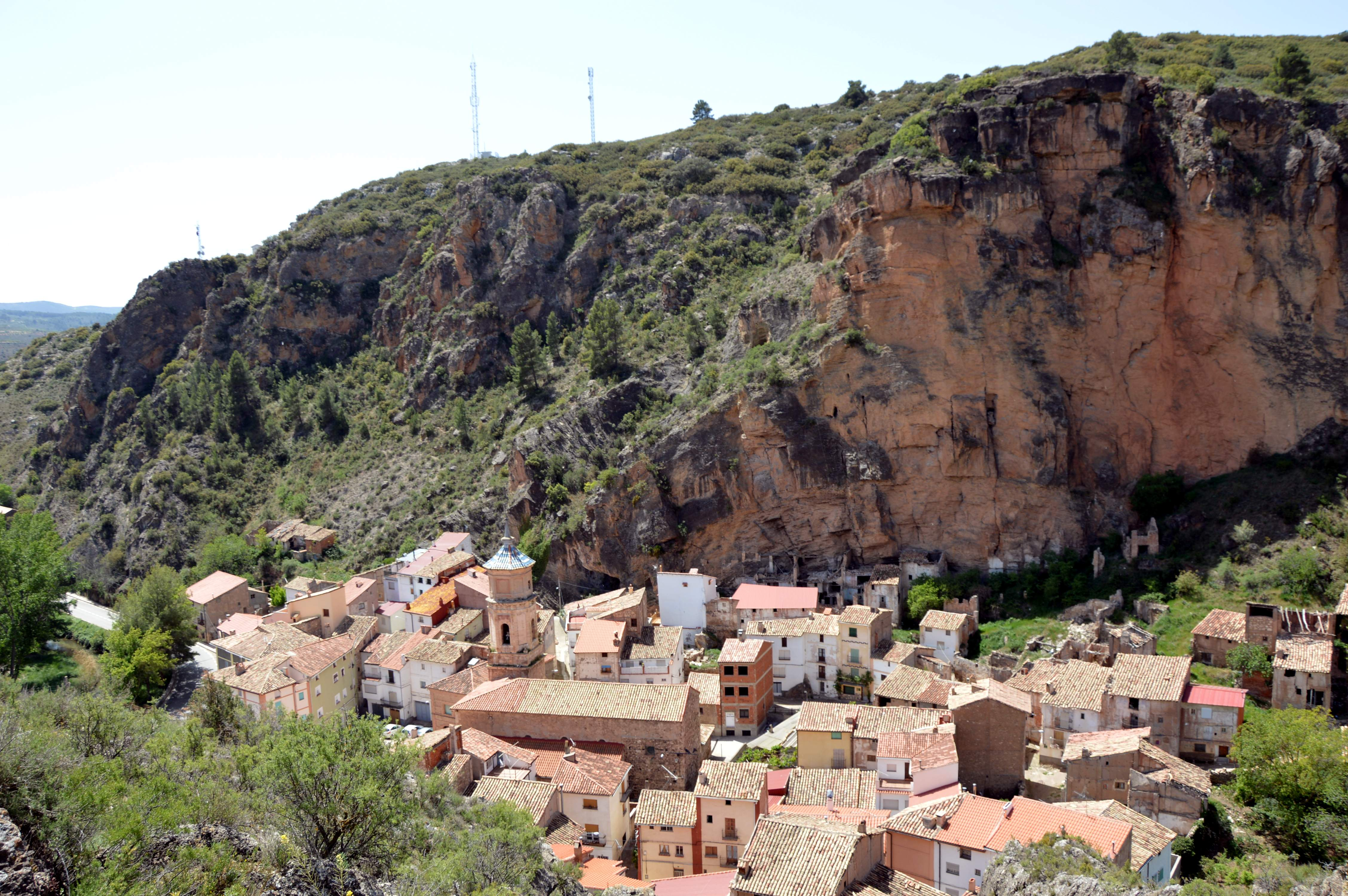
Vista parcial (meridional) del caserío de Libros (Teruel), desde la cima de El Mortero (2017).
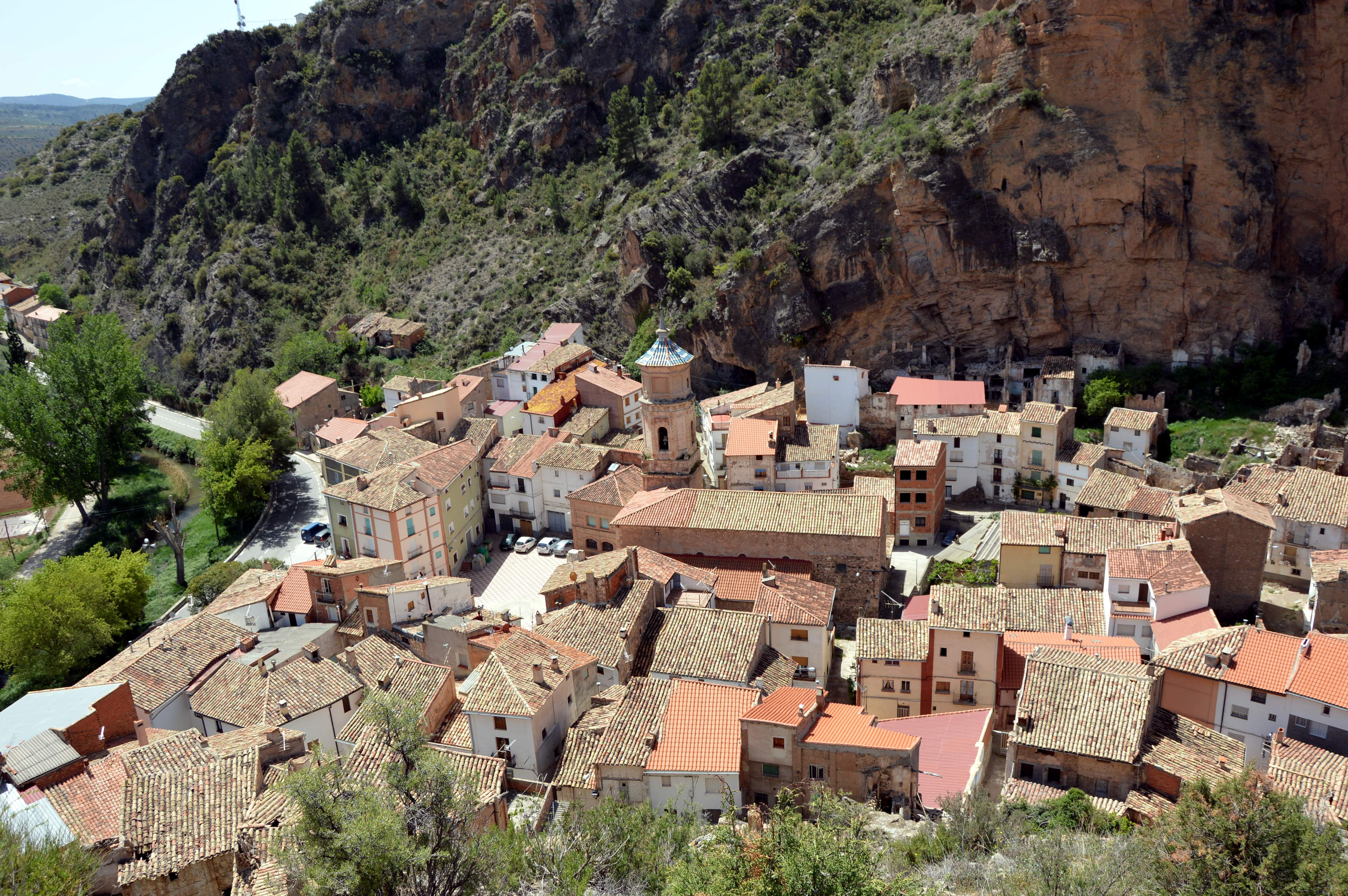
Vista parcial (meridional) del caserío de Libros (Teruel), desde la cima de El Mortero (2017).
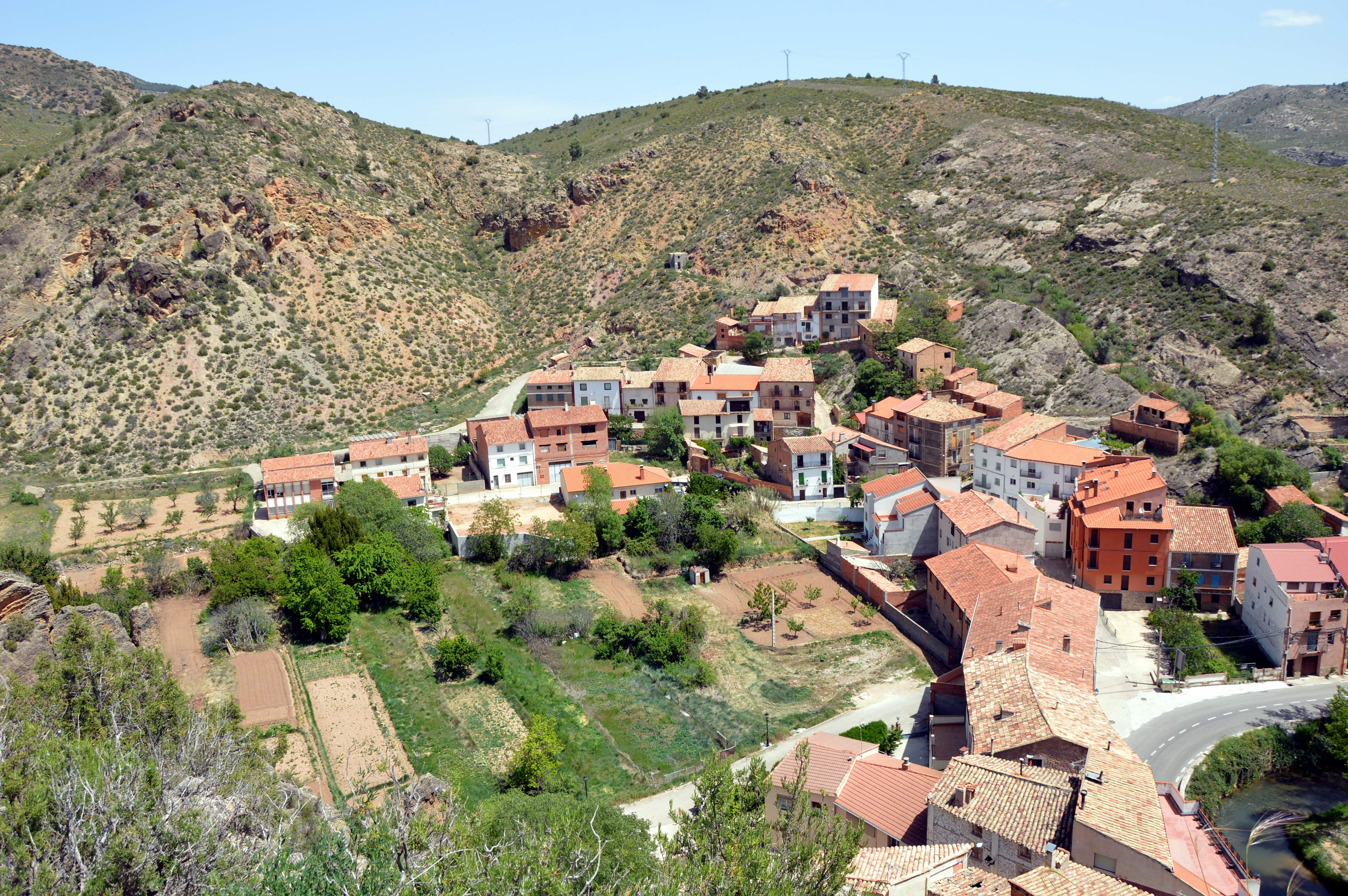
Vista parcial (septentrional) del caserío de Libros (Teruel), desde la cima de El Mortero (2017).